# Iniciativa Tres Mars
La Iniciativa Tres Mars, també anomenada Iniciativa dels Mars Bàltic, Adriàtic i Negre, és un fòrum de països de la Unió Europea de l'est i el centre d'Europa. Pretén crear un diàleg nord-sud en una varietat de qüestions que afecten els Estats membres. Els dotze membres, la majoria dels quals països del Bloc Oriental, celebraren la primera cimera a Dubrovnik el 2016.

## Descripció
La Iniciativa Tres Mars té dotze països membres al llarg de l'eix nord-sud des del mar Bàltic fins al mar Adriàtic i el mar Negre: Àustria, Bulgària, Croàcia, República Txeca, Estònia, Hongria, Letònia, Lituània, Polònia, Romania, Eslovàquia i Eslovènia. Tots ells, tret d'Àustria, són antics països comunistes.

## Història
La iniciativa celebrà la seva primera cimera a Dubrovnik el 25 i 26 d'agost de 2016. Aquest esdeveniment de dos dies finalitzà amb una declaració de cooperació en assumptes econòmics, especialment en el camp de l'energia així com en el del transport i les infraestructures de comunicació. El president polonès Andrzej Duda qualificà la iniciativa "un nou concepte per promoure la unitat i la cohesió d'Europa, és una idea de cooperació entre 12 països situats entre les mars Adriàtica, Bàltica i Negra, les tres mars de l'Europa Central." Els invitats d'honor inclogueren l'assistent ministerial d'Afers Estrangers xinès Liu Haixing, qui parlà sobre la interconnectivitat amb la nova ruta de la seda, i l'antic conseller de seguretat nacional dels EUA James L. Jones, qui remarcà el paper de la iniciativa en el desenvolupament i la seguretat d'Europa.
La segona cimera de la iniciativa tingué lloc els dies 6 i 7 de juliol de 2017 a Varsòvia. El president dels Estats Units Donald Trump hi assistí. Els països participants crearen un Fòrum de negocis dels Tres Mars.

## Cimeres
|         | Data                    | Lloc               | Líder amfitrió           | Notes                                           |
| ------- | ----------------------- | ------------------ | ------------------------ | ----------------------------------------------- |
| Primera | 25 i 26 d'agost de 2016 | Dubrovnik, Croàcia | Kolinda Grabar-Kitarović |                                                 |
| Segona  | 6 i 7 de juliol de 2017 | Varsòvia, Polònia  | Andrzej Duda             | El president dels EUA, Donald Trump, hi assistí |
| Tercera | 2018                    | Bucarest, Romania  | Klaus Iohannis           |                                                 |

## Projectes
La iniciativa està estretament relacionada amb dos importants projectes d'infraestructures de la regió:
- L'autopista Nord-Sud "Via Carpathia", que connecta Klaipėda, Lituània amb Tessalònica, Grècia.
- La infraestructura de gas natural liquat, amb terminals oceàniques a Polònia i Croàcia i un gasoducte comunicant.